# Kaple svatého Jana Nepomuckého (Dražejov)
Kaple svatého Jana Nepomuckého se nachází uprostřed vesničky Dražejov v CHKO Kokořínsko – Máchův kraj. Vesnička je částí města Dubá v okrese Česká Lípa. Kaple z roku 1767 je chráněna jako kulturní památka České republiky.

## Historie
Barokní kaple svatého Jana Nepomuckého byla postavena roku 1767. Přečkala zhoubný požár vsi v roce 1832. V roce 1835 byla přestavěna.

## Současnost
Kaple je v evidenci Římskokatolické farnosti v Deštné. K znovuvysvěcení po renovaci došlo na malé slavnosti v srpnu 2009 biskupem Janem Baxantem.